# Юбенкс, Робин
Ро́бин Юбе́нкс (англ. Robin Eubanks; род. 25 октября 1955, Филадельфия, США) — американский джазовый тромбонист, брат гитариста Кевина Юбенкса и трубача Дуэйна Юбенкса. В период между 1989 и 1995 годами он пять раз назывался лучшим тромбонистом современности критиками журнала DownBeat.
Робин Юбенкс вырос в музыкальной семье: его мать была преподавателем музыки, а дядя Рэй Брайант — пианистом. Он самостоятельно научился играть на тромбоне, а в 1980 году переехал в Нью-Йорк, где работал в различных жанрах от блюза до фри-джаза. Юбенкс выступал в оркестрах Лайонела Хэмптона и Сан Ра, давал концерты со Стиви Уандером. В 1990-е годы он занял должность музыкального директора Jazz Messengers, ансамбля Арта Блэйки, и играл в составе оркестра Маккоя Тайнера.